# Square-Victoria–OACI (métro de Montréal)
Square-Victoria–OACI est une station de la ligne orange du métro de Montréal située à la jonction du Vieux-Montréal, de la Cité du Multimédia et du quartier international dans l'arrondissement Ville-Marie.

## Origine du nom
La station porte, depuis son ouverture en février 1967, le nom du Square Victoria qui existe depuis 1813. Il fut nommé en l'honneur de la Reine Victoria lors de la visite officielle de son fils le Prince de Galles, qui serait plus tard le roi Edward VII, à Montréal en 1860.
En 2014, le nom de la station est modifié pour devenir la Station Square-Victoria–OACI. L'Organisation de l'aviation civile internationale (OACI), située à proximité, célèbre alors ses soixante-dix ans. La station s'est brièvement appelée Station du Square-Victoria–OACI entre mai et novembre 2014, avant que la Société de transport de Montréal ne revienne sur sa décision,.
Elle s’appelle maintenant Station Square-Victoria–OACI.

## Particularité

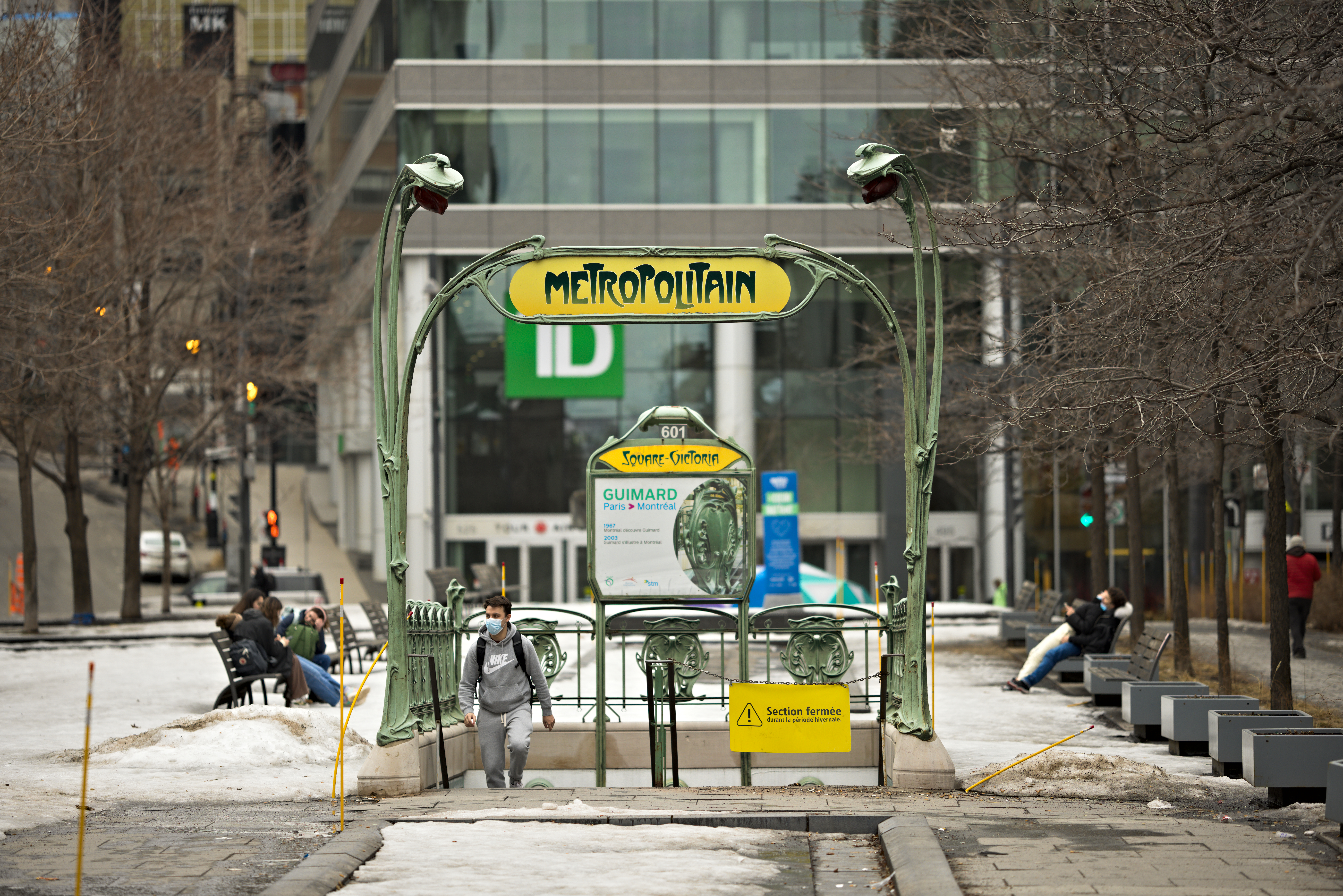
Édicule Guimard de la station

La particularité de la station est son édicule de type art nouveau conçu par Hector Guimard, et récupéré de la station Étoile du métro de Paris à la suite de son démantèlement.
Cet édicule en fer forgé fut donné en 1967 par la Régie autonome des transports parisiens (RATP) pour commémorer la collaboration entre les ingénieurs français et québécois lors de la construction du métro de Montréal. Il a été démonté pour restauration en 2008 puis remonté.
Il s'agit du seul édicule Guimard original installé dans une autre ville que Paris, tous les autres étant des copies. La RATP reçoit en retour l'œuvre La Voix lactée de Geneviève Cadieux, installée dans la station Saint-Lazare à Paris.

## Lignes d'autobus
|     | Service de jour             |
| 35  | Griffintown                 |
| 36  | Monk                        |
| 50  | Vieux-Montréal / Vieux-Port |
| 107 | Verdun                      |
| 168 | Cité-du-Havre               |
| 872 | Île-Des-Sœurs               |

|     | Service express             |
| 420 | Express Notre-Dame-de-Grâce |

## Édicules

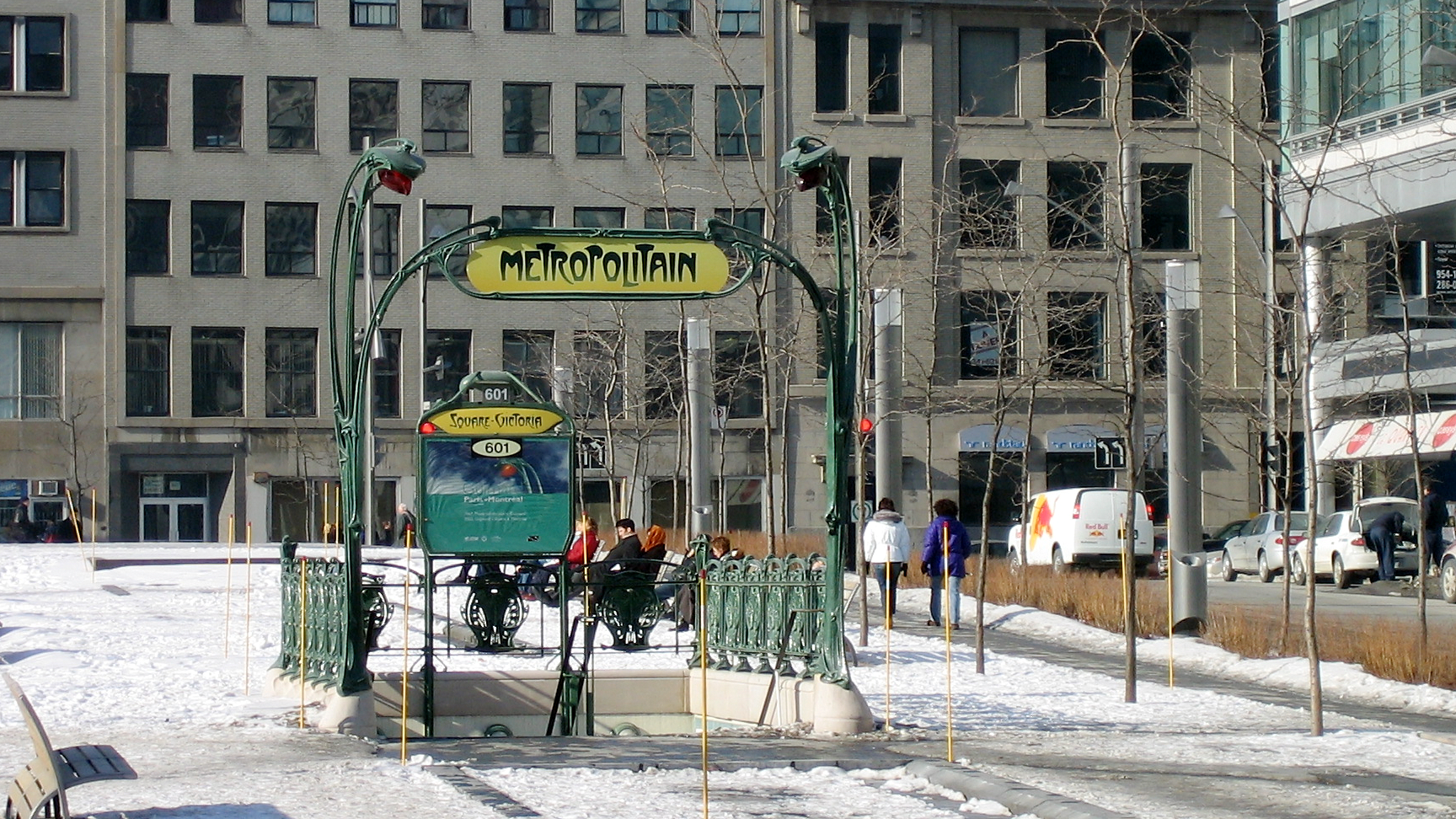
Édicule Guimard de style art nouveau.

Édicule A: 601, rue Saint-Antoine Ouest comporte une sortie dans le Square-Victoria. Constituée par un Édicule Guimard donné par la RATP en cadeau en 1967. Une station de BIXI, un système de vélo en libre-service se trouve à proximité dans le Square Victoria.
Édicule B: 605, rue Saint-Jacques comporte une seule sortie vers le coin des rues du Square-Victoria et Saint-Jacques. Une station de BIXI, un système de vélo en libre-service se trouve à proximité.
Édicule C: 601, av. Viger Ouest comporte une sortie vers la rue Viger.
Édicule D: 605, rue Belmont comporte une sortie vers la rue Belmont.
Plusieurs sorties secondaires connectent les différents gratte-ciels comme la Tour de la Banque Nationale, L'Organisation de l'aviation civile internationale (OACI), Tour de la Bourse, le Centre de commerce mondial de Montréal. 
La station Square-Victoria-OACI est connectée au RÉSO, la ville souterraine de Montréal, qui relis 4 stations de la Ligne Orange et 3 stations de la Ligne Verte avec le Centre Bell et le Palais des Congrès de Montréal.

## Principales intersections à proximité
- rue Belmont / côte du Beaver Hall
- av. Viger Ouest / côte du Beaver Hall
- rue St-Antoine / rue du Square-Victoria
- rue St-Jacques / rue du Square-Victoria

## Centres d'intérêt à proximité

### Reliés à laville souterraine

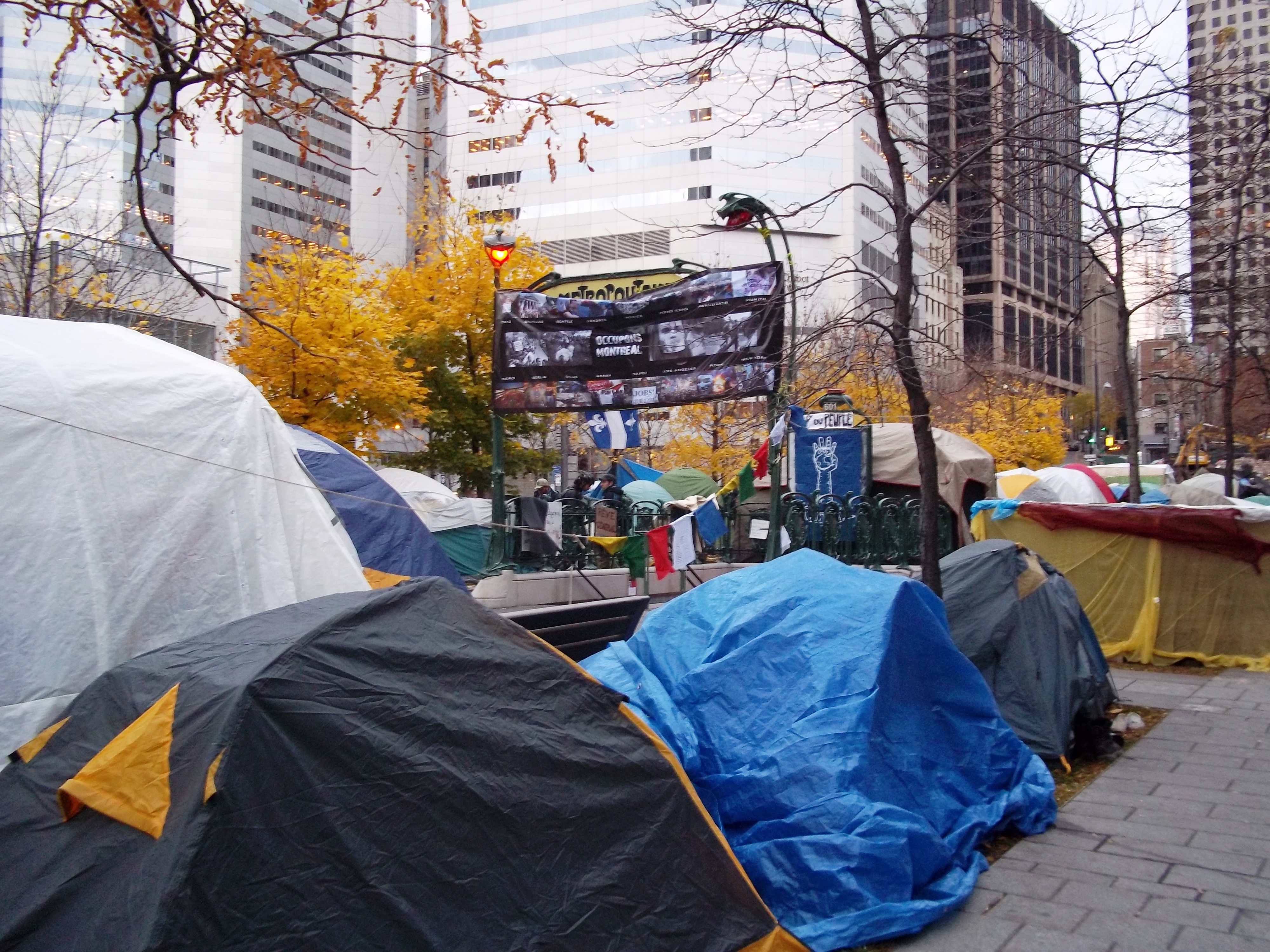
Le mouvement Occupons Montréal autour de l'entrée de métro Square-Victoria (octobre 2011).

- Organisation de l'aviation civile internationale (OACI)
- Tour Bell
- Tour Banque nationale du Canada
- 1080 Côte du Beaver Hall
- Place de la Cité internationale - Caisse de dépôt et placement du Québec
- Centre de commerce mondial de Montréal (Édifice Canada Steamship Lines, Hôtel InterContinental Montréal)
- Tour de la Bourse (Bourse de Montréal, Place Victoria, evo Square Victoria)
- Station Bonaventure vers l'ouest
- Station Place-d'Armes vers l'est

### Autres
- Quartier international de Montréal
- Basilique Saint-Patrick
- Square Victoria
- Place Félix-Martin - Consulat américain
- Curateur public du Québec
- Édifice TD Canada Trust
- Édifice de la Banque royale du Canada
- Tour Telus